# Tityus rugosus
Espèce
Synonymes
- Tityus magnimanus rugosus Schenkel, 1932
- Tityus magnimanus interstitialis Mello-Leitão, 1939

Tityus rugosus est une espèce de scorpions de la famille des Buthidae.

## Distribution
Cette espèce est endémique de l'État de Mérida au Venezuela,.

## Description
Le mâle syntype mesure 57 mm et les femelles de 54 à 62 mm.

## Systématique et taxinomie
Cette espèce a été décrite sous le protonyme Tityus magnimanus rugosus par Schenkel en 1932. Elle est élevée au rang d'espèce par González-Sponga en 1996 qui dans le même temps place Tityus magnimanus interstitialis en synonymie.

## Publication originale
- Schenkel, 1932 : « Notizen über einige Scorpione und Solifugen. » Revue suisse de Zoologie, vol. 39, no 15, p. 375-396 (texte intégral).